# Spring Up
Spring Up – debiutancki minialbum południowokoreańskiej grupy Astro, wydany 23 lutego 2016 roku przez wytwórnię Fantagio Music. Płytę promowały single „Hide & Seek” i „Cat's Eye”. Sprzedał się w nakładzie 26 712 egzemplarzy w Korei Południowej (stan na marzec 2017 r.).

## Lista utworów
| CD | CD                                                        | CD                           | CD                           | CD                           | CD      |
| Nr | Tytuł utworu                                              | Tekst                        | Kompozycja                   | Aranżacja                    | Długość |
| -- | --------------------------------------------------------- | ---------------------------- | ---------------------------- | ---------------------------- | ------- |
| 1. | „Ok! Junbiwanlyo” (kor. Ok! 준비완료, ang. Ok! Ready)     |                              | Iggy Yong-bae                | Iggy Yong-bae                | 1:13    |
| 2. | „Sumbakkokjil” (kor. 숨바꼭질, ang. Hide & Seek)          | Iggy Yong-bae                | Iggy Yong-bae                | Iggy Yong-bae                | 3:17    |
| 3. | „Pus-sarang” (kor. 풋사랑, ang. Innocent Love)            | Iggy Yong-bae                | Iggy Yong-bae                | Iggy Yong-bae                | 3:26    |
| 4. | „Morning Call” (kor. 모닝콜 Moningkol)                    | Seo Young-bae, Park Woo-sang | Seo Young-bae, Park Woo-sang | Seo Young-bae, Park Woo-sang | 3:34    |
| 5. | „Janghwa sineun goyangi” (kor. Cat's Eye, ang. Cat's Eye) | Park Woo-sang                | Park Woo-sang                | Park Woo-sang                | 2:45    |

## Notowania
| Lista                        | Pozycja |
| ---------------------------- | ------- |
| Gaon Weekly Album Chart      | 4       |
| Billboard World Albums Chart | 6       |
| Five Music (Tajwan)          | 6       |